# The Hobo (film 1912)
The Hobo è un cortometraggio muto del 1912 scritto, diretto e interpretato da Hobart Bosworth. Altri interpreti del film, prodotto dalla Selig Polyscope Company, erano Frank M. Clark, Bessie Eyton, Frank Richardson, Fred Huntley.

## Produzione
Il film fu prodotto dalla Selig Polyscope Company.

## Distribuzione
Distribuito dalla General Film Company, il film - un cortometraggio di una bobina - uscì nelle sale cinematografiche statunitensi il 26 marzo 1912.